# Eliot Curty
Eliot Curty né le 18 septembre 1998, est un joueur de hockey sur gazon français. Son père est un ancien joueur du CA Montrouge et de la Villa Primrose. Il évolue au poste de milieu de terrain au Royal Orée, en Belgique et avec l'équipe nationale française.

## Carrière

### Championnat d'Europe
- Top 8 : 2021[4]